# Ansco Dokkum
Ansco Jan Heeble Dokkum (ur. 9 maja 1904 w Sneek, zm. 30 grudnia 1985 w Amsterdamie) – holenderski lekarz i sportowiec, olimpijczyk.
W zawodach wioślarskich na Letnich Igrzyskach Olimpijskich 1928 rywalizację w czwórce bez sternika zakończył na pierwszym repasażu. Osiem lat później wystąpił w żeglarskich regatach w klasie 6 metrów zajmując 8 pozycję. Załogę jachtu DeRuyter tworzyli również Herman Looman, Ernst Moltzer, Cornelis Jonker i Joop Carp.
Z wykształcenia był lekarzem, nie utracił jednak kontaktu ze sportem, został bowiem szefem holenderskiej misji olimpijskiej na LIO 1968. Związany był z wioślarskim klubem Amsterdamsche Studenten Roeivereeniging Nereus.